# Estação Front Populaire
Front Populaire é uma estação da linha 12 do Metrô de Paris, localizada no limite das comunas de Saint-Denis e de Aubervilliers. Esta é a 301ª estação do Metrô de Paris. É, desde essa data, o terminal norte da linha 12, enquanto se aguarda a sua extensão a Mairie d'Aubervilliers, no final do ano de 2021.

## Localização

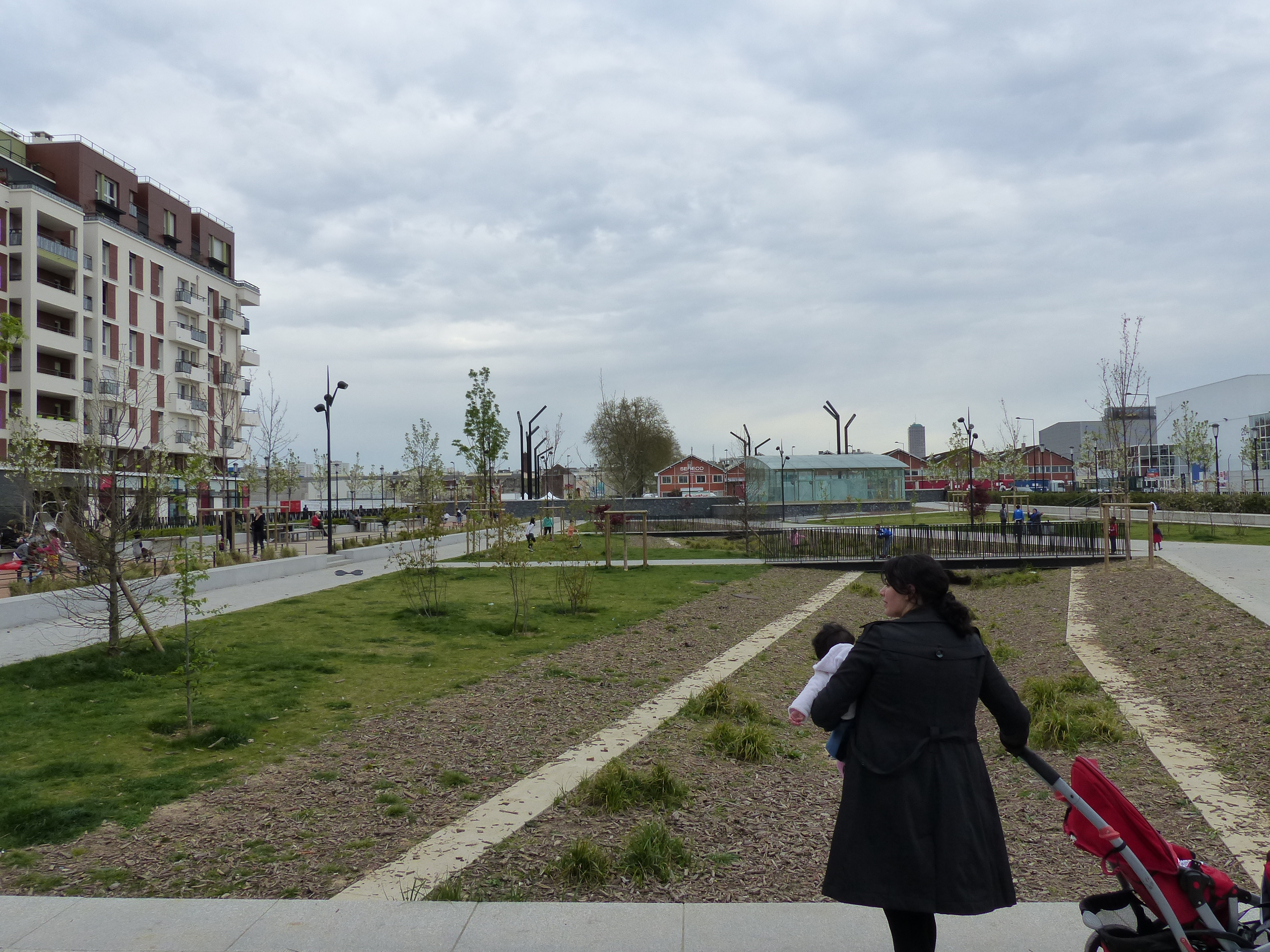
Vista do jardim da praça.
A edícula envidraçada no centro do clichê é a emergência da claraboia da estação

A estação se situa sob a place du Front Populaire, no coração de La Plaine Saint-Denis, no limite das comunas de Saint-Denis e de Aubervilliers, no cruzamento rue Proudhon / rue des Gardinoux, de um lado (eixo oeste-leste) e rue des Fillettes, do outro lado (eixo norte-sul). Ela está estabelecida a 1,4 km do antigo terminal Porte de la Chapelle, a 20 m de profundidade. Ela serve um antigo bairro industrial em plena mutação, incluindo o futuro Campus Condorcet e o Parc des Portes de Paris (conhecido como Parc des EMGP, do nome do proprietário anterior, os Entrepôts des magasins généraux de Paris), uma zona de atividades controladas pelo grupo Icade, com seus estúdios de cinema e televisão.

De 210 m sobre 90 m, a place du Front-Populaire é desenvolvida pelo Estabelecimento público regional Plaine Commune que inclui as duas cidades no limite das quais a estação está situada. Este espaço de 1,8 hectares, atravessado por uma ampla alameda plantada com um jardim de água em seu centro, deve ser o coração de um bairro onde serão construídas 650 novas habitações e 110 000 m2 de escritórios.

## História
A estação foi aberta em 18 de dezembro de 2012.

### Origem do nome

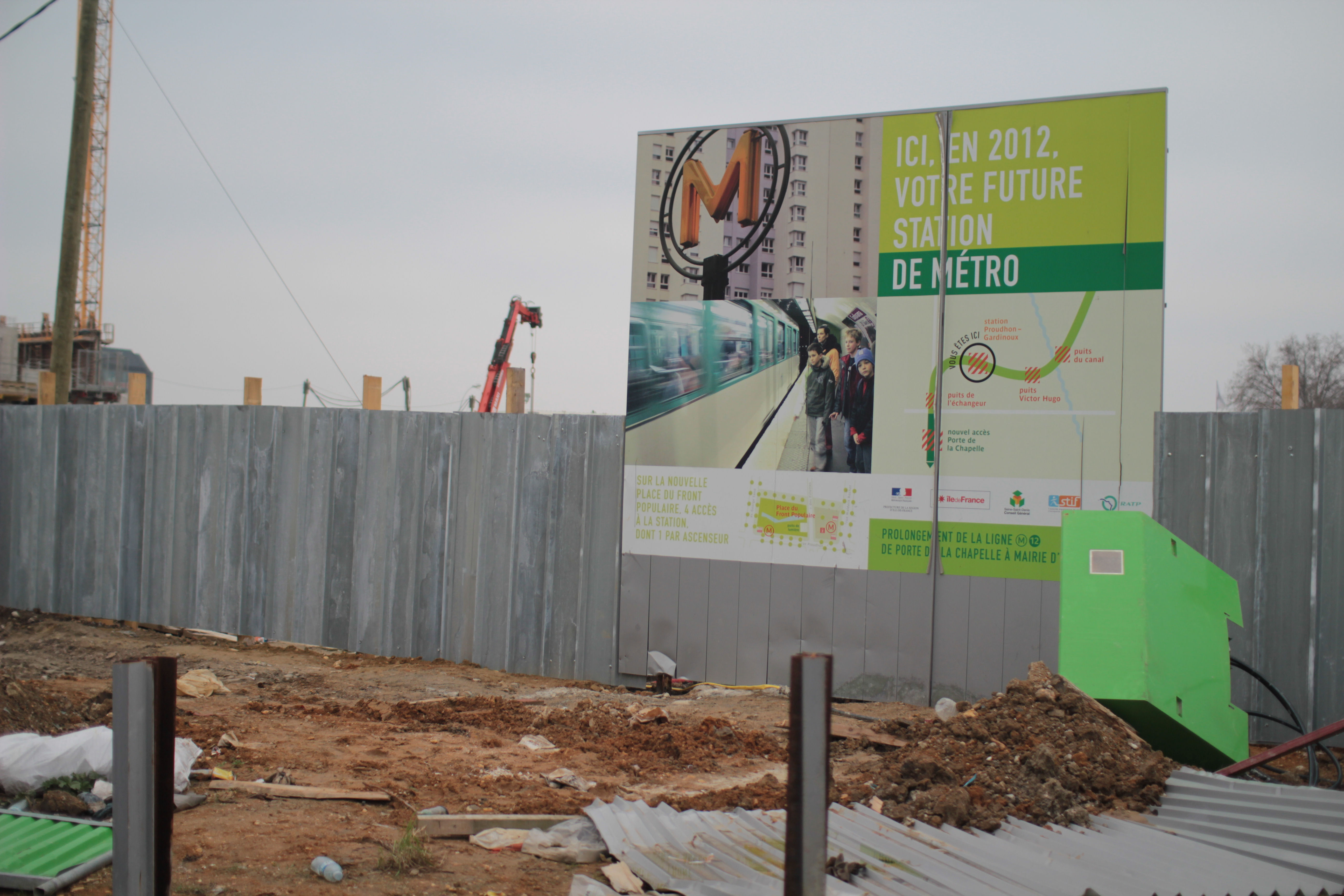
Painel informando sobre a construção em andamento da estação, atrás da paliçada (janeiro de 2012)

Originalmente referida como "Proudhon - Gardinoux", seu nome final foi debatido:
- as autoridades eleitas queriam, após a morte do poeta Martiniquês Aimé Césaire, dar seu nome a uma estação de metrô. O prefeito de Drancy propôs enquanto foi dado a esta estação,[4] mas a RATP exigindo que a odonímia do distrito seja relacionada ao nome da estação, é a seguinte estação provisoriamente chamada "Pont de Stains" que será nomeada "Aimé Césaire[5]", em referência ao parc Aimé-Césaire inaugurado em 6 de julho de 2008;[6]
- a comunidade de aglomeração Plaine Commune queria que ela tomasse o nome "Proudhon - Gardinoux - Place du Front Populaire", em referência ao nome da praça epônima atribuída ao cruzamento.[7]

Finalmente, no comunicado de imprensa da Sindicato dos Transportes da Île-de-France (STIF) de 9 de fevereiro de 2011, a estação é chamada Front Populaire. Além disso, nas estações da linha 12, o destino Porte de la Chapelle foi substituído por Aubervilliers.
O nome da estação é retirado da praça epônima, que presta tributo à Frente Popular, coalizão de partidos de esquerda que governou a França de 1936 a 1938. A Frente Popular estava na origem de importantes reformas sociais, incluindo a introdução de férias laborais e redução do horário de trabalho semanal para quarenta horas.

### Gênese da extensão
A linha 12 foi lançada em 5 de novembro de 1910 de Porte de Versailles a Notre-Dame-de-Lorette. Desde a sua construção, uma extensão ao norte da linha havia sido planejada e reservada no final do túnel. O uso dessas reservas na década de 1960 para a construção da rodovia A1 em Saint Denis pôs fim a essa possibilidade.
No final da década de 1990, durante a adoção do contrato de projeto Estado-Região 2000-2006 para a Île-de-France, uma extensão da linha 12 foi incluída no plano para permitir o acesso da ZAC Nozal Chaudron (bairros situados entre a avenue du Président-Wilson e a nova place du Front-Populaire), setores situados a sudeste da comuna de Saint-Denis e a oeste da comuna de Aubervilliers.
A consulta sobre o projeto ocorreu em 2001 e a enquete pública ocorreu de 10 de junho de 2003 a 11 de julho de 2003, na casa da RATP, nas prefeituras do 18.º arrondissement de Paris, de Aubervilliers, de La Courneuve e de Saint-Denis, bem como as prefeituras departamentais em questão. Elas confirmaram a construção e localização da estação Front Populaire. O decreto a declarando de utilidade pública data de 8 de junho de 2004.

### Construção
A colocação da pedra fundamental da estação, então chamada de Proudhon - Gardinoux, marcando o início das obras, foi realizada em 25 de junho de 2008 na presença de Claude Baland, Prefeito de Seine-Saint-Denis, Claude Bartolone, Presidente do Conselho Geral de Seine-Saint-Denis, Jean-Paul Huchon, Presidente do Conselho Regional da Ilha de França, Pierre Mongin, Presidente da RATP, Serge Méry, Vice-Presidente do Conselho Regional da Ilha de França e Patrick Braouezec, Presidente da Comunidade de Aglomeração Plaine-Commune.

A estação em construção
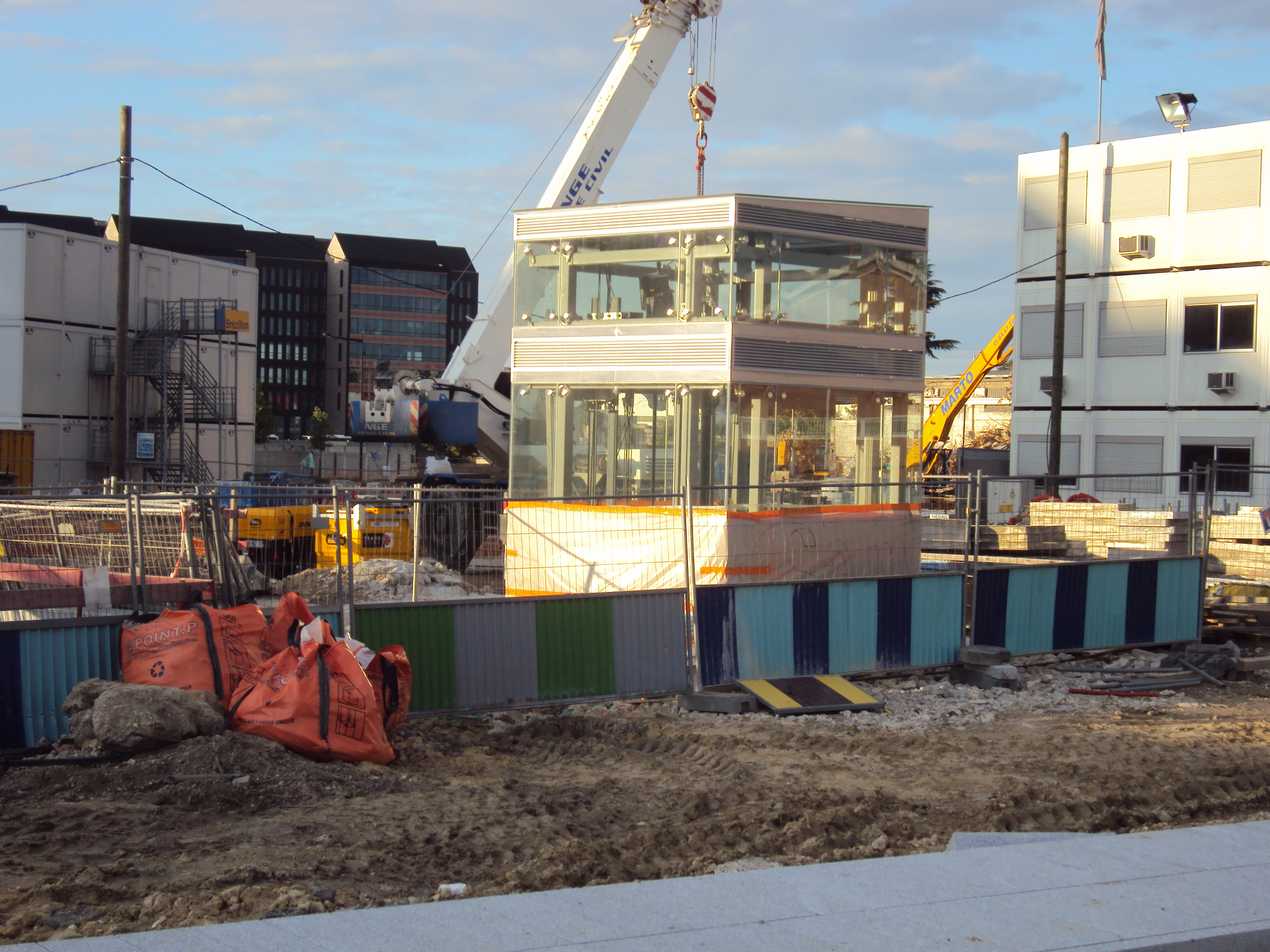
Elevador de acesso à estação, em curso de instalação, em julho de 2012.
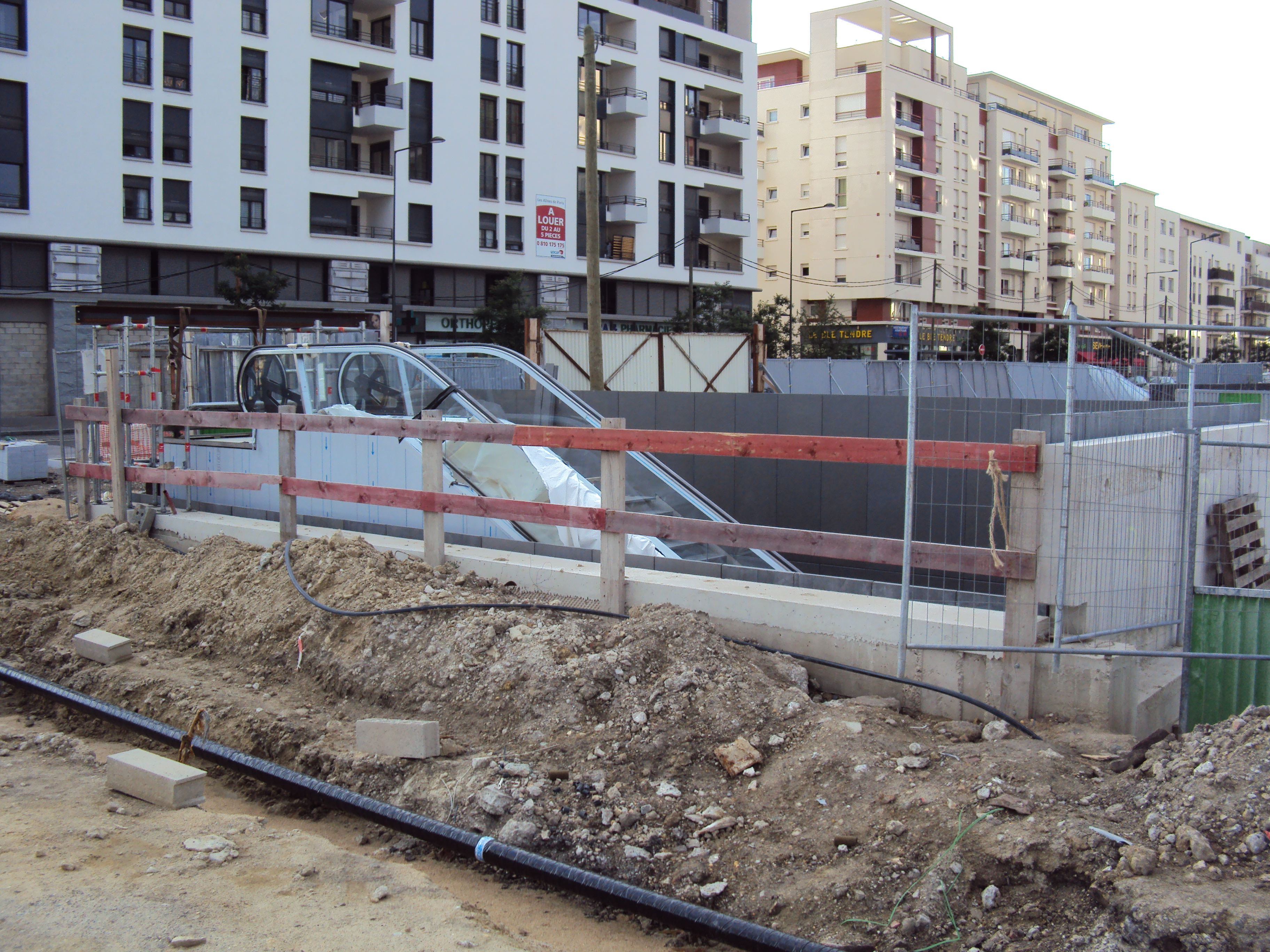
Obras em um dos acessos, em julho de 2012.
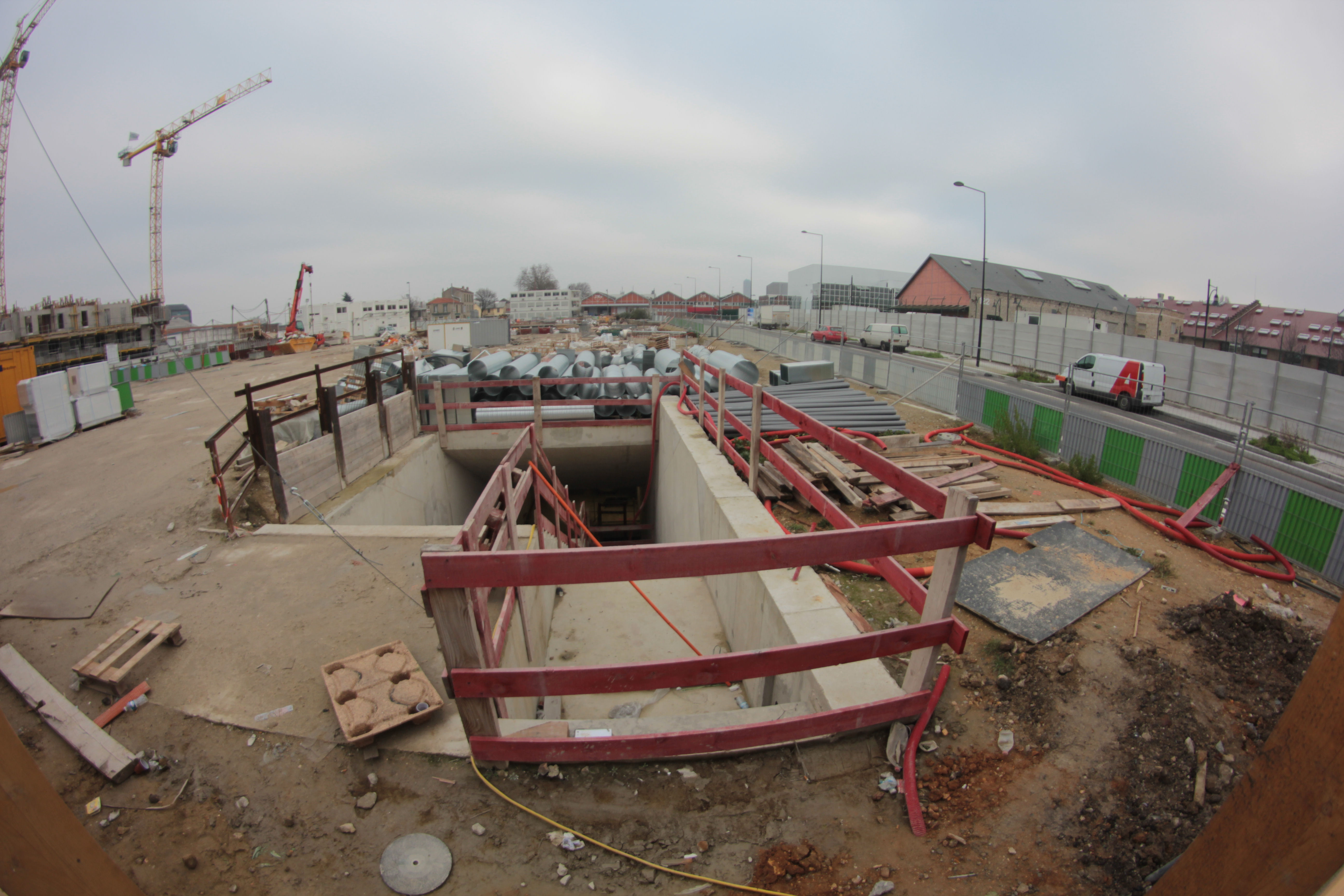
Obras em um dos acessos, em janeiro de 2012.

### Inauguração
A estação foi inaugurada em 18 de dezembro de 2012 por Christian Lambert, Prefeito de Seine-Saint-Denis, Jean-Paul Huchon, Presidente do Conselho Regional de Île-de-France e Presidente do STIF, Stéphane Troussel, Presidente do Conselho Geral de Seine-Saint-Denis, e Pierre Mongin, Presidente-Diretor Geral da RATP. A estação, a 301ª do metrô parisiense, foi aberta no mesmo dia.

### Frequência
Em 2016, de acordo com estimativas da RATP, a frequência anual da estação é de 2 672 036 passageiros, o que a coloca na 199ª posição de estações de metro por sua frequência em 302.

## Serviços aos passageiros

### Acessos
Quatro acessos ligam a place du Front-Populaire à estação, incluindo o acesso por elevador. A estação está equipada com sete escadas rolantes e três elevadores.

### Plataformas
As plataformas da estação são acessíveis para pessoas com mobilidade reduzida. Uma grande claraboia ilumina parte da estação à luz do dia.

### Intermodalidade
A estação é servida pelas linhas 139, 239, 302 (a distância) e 512 da rede de ônibus RATP.
Eventualmente, a estação também poderá ser servida pela linha T8 do tramway, depois de sua extensão de Saint-Denis - Porte de Paris para a estação Rosa-Parks.

## Pontos turísticos
- La Plaine Saint-Denis
- Área de atividade Les Portes de Paris e seus muitos estúdios de televisão
- Futuro Campus Condorcet Paris-Aubervilliers
- Centro Comercial Le Millénaire

Galeria de Fotografias
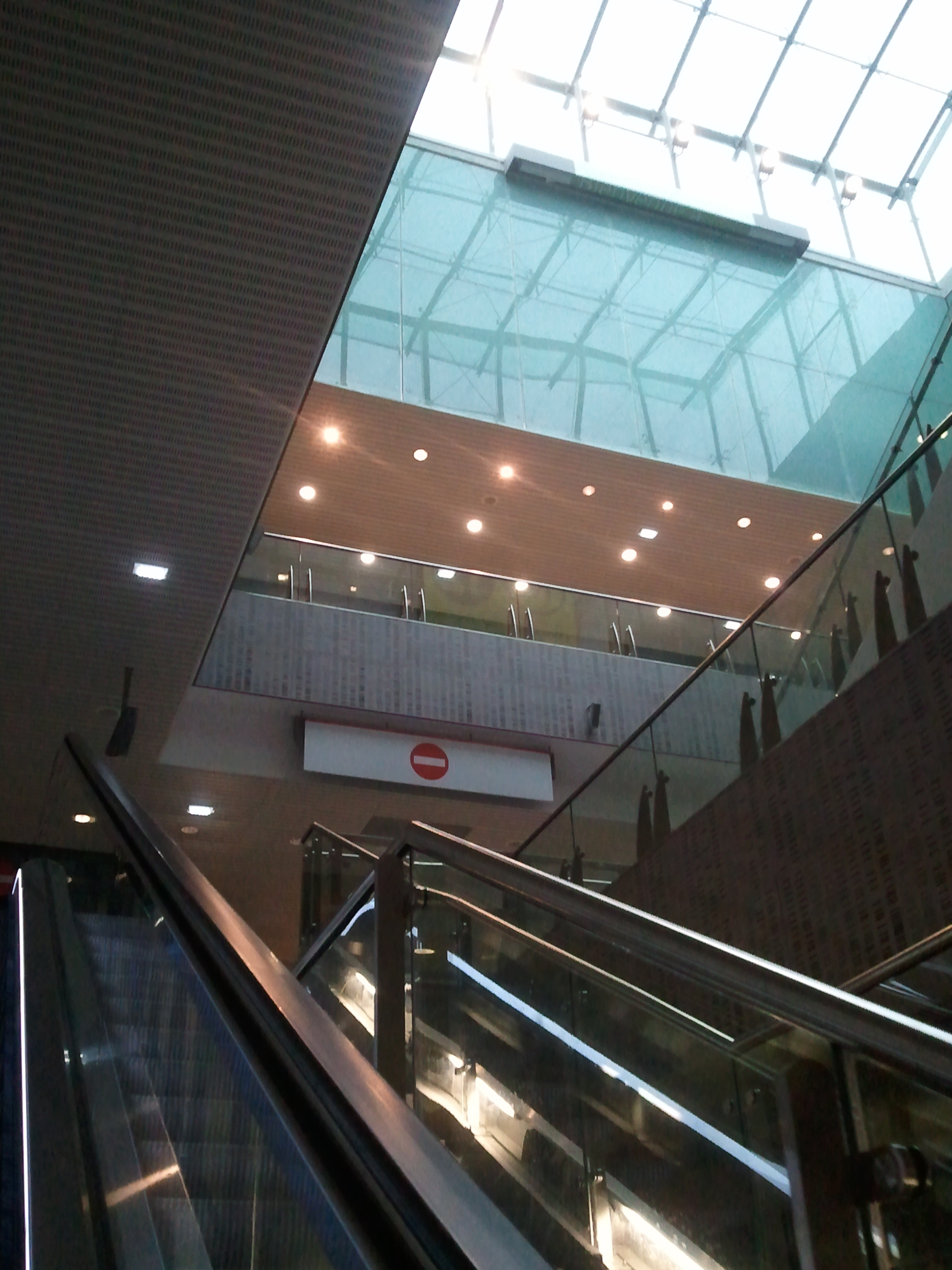
Claraboia da estação.
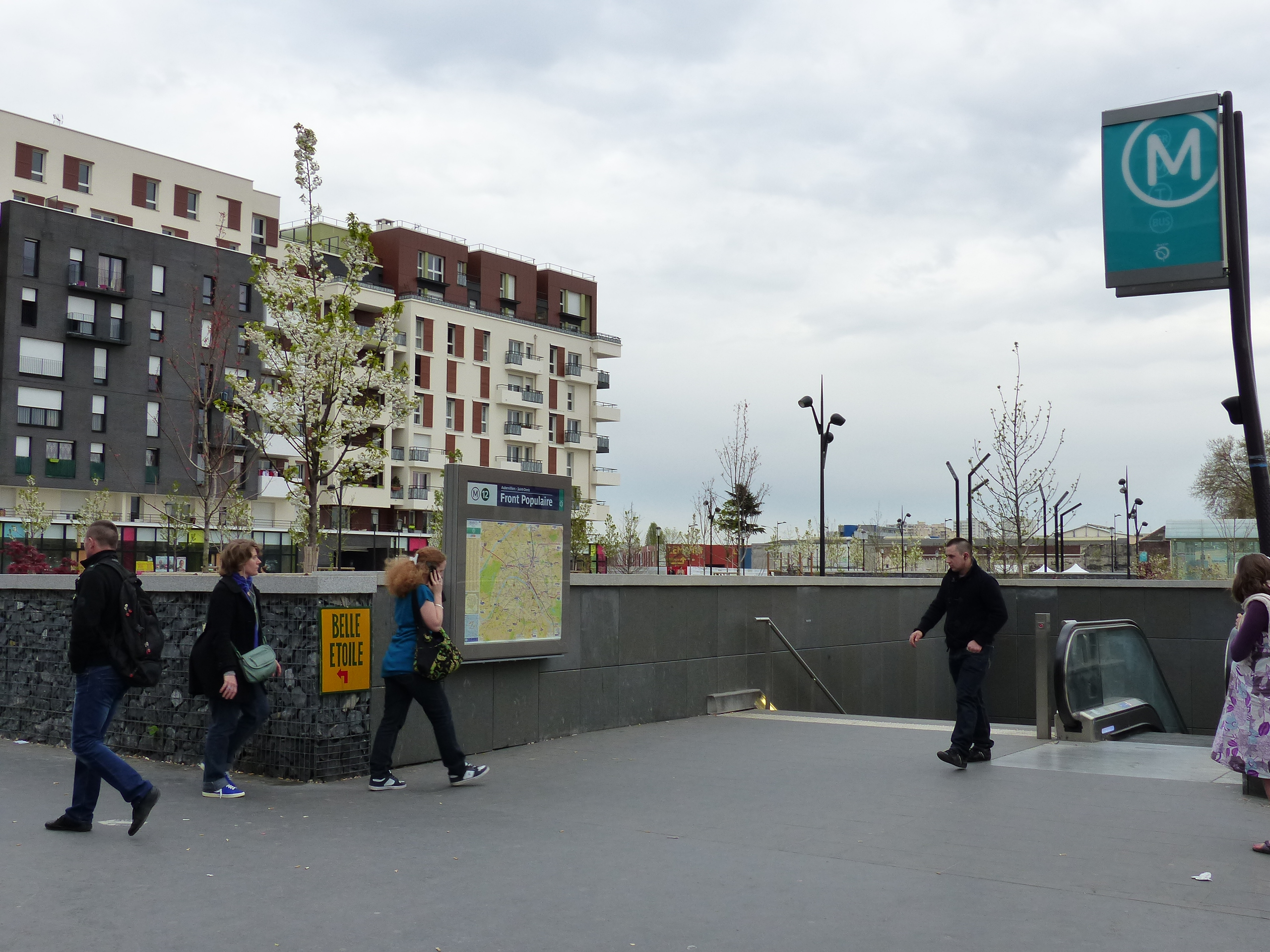
O acesso rue des Fillettes.
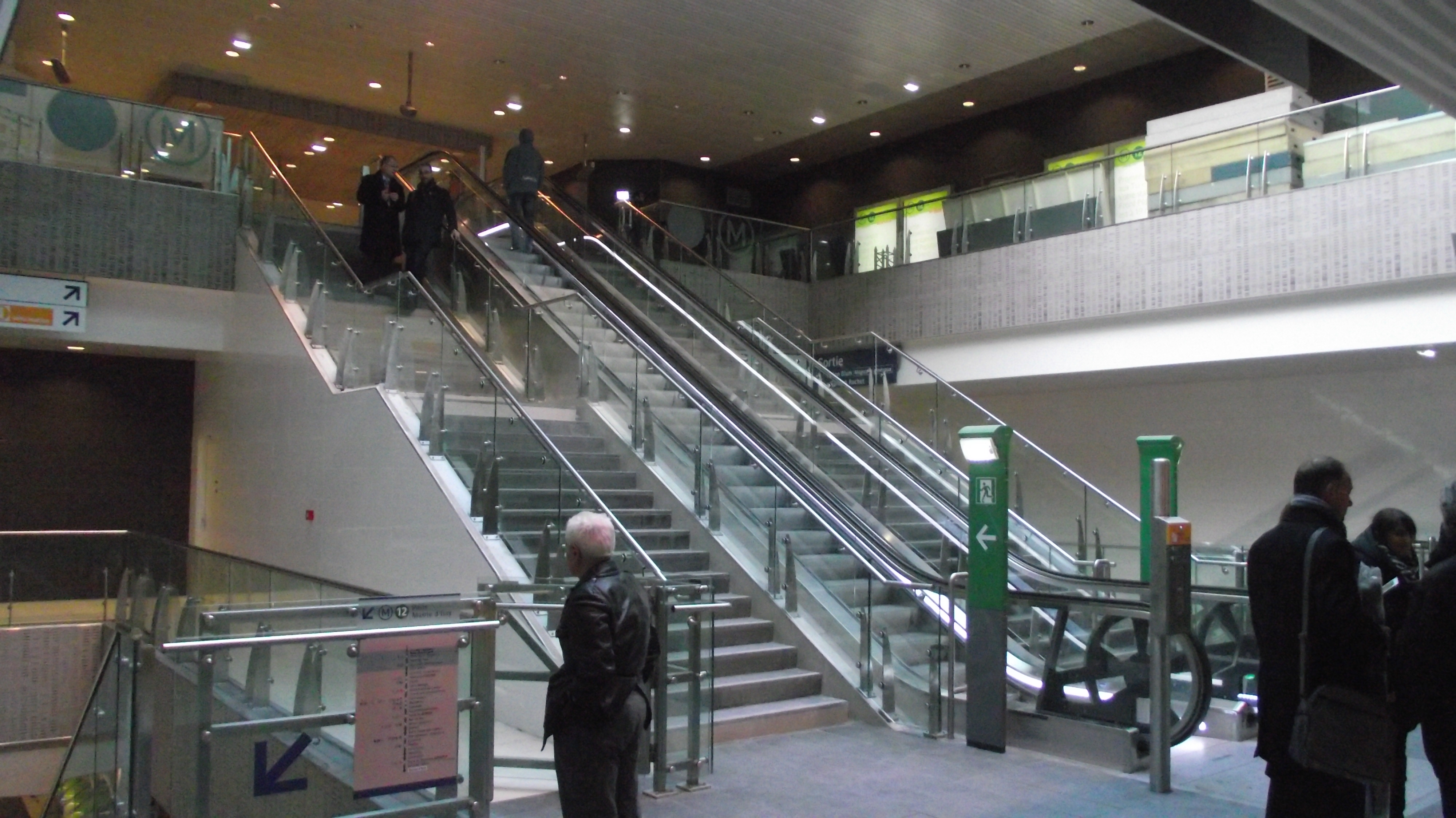
Escadas fixas e rolantes.
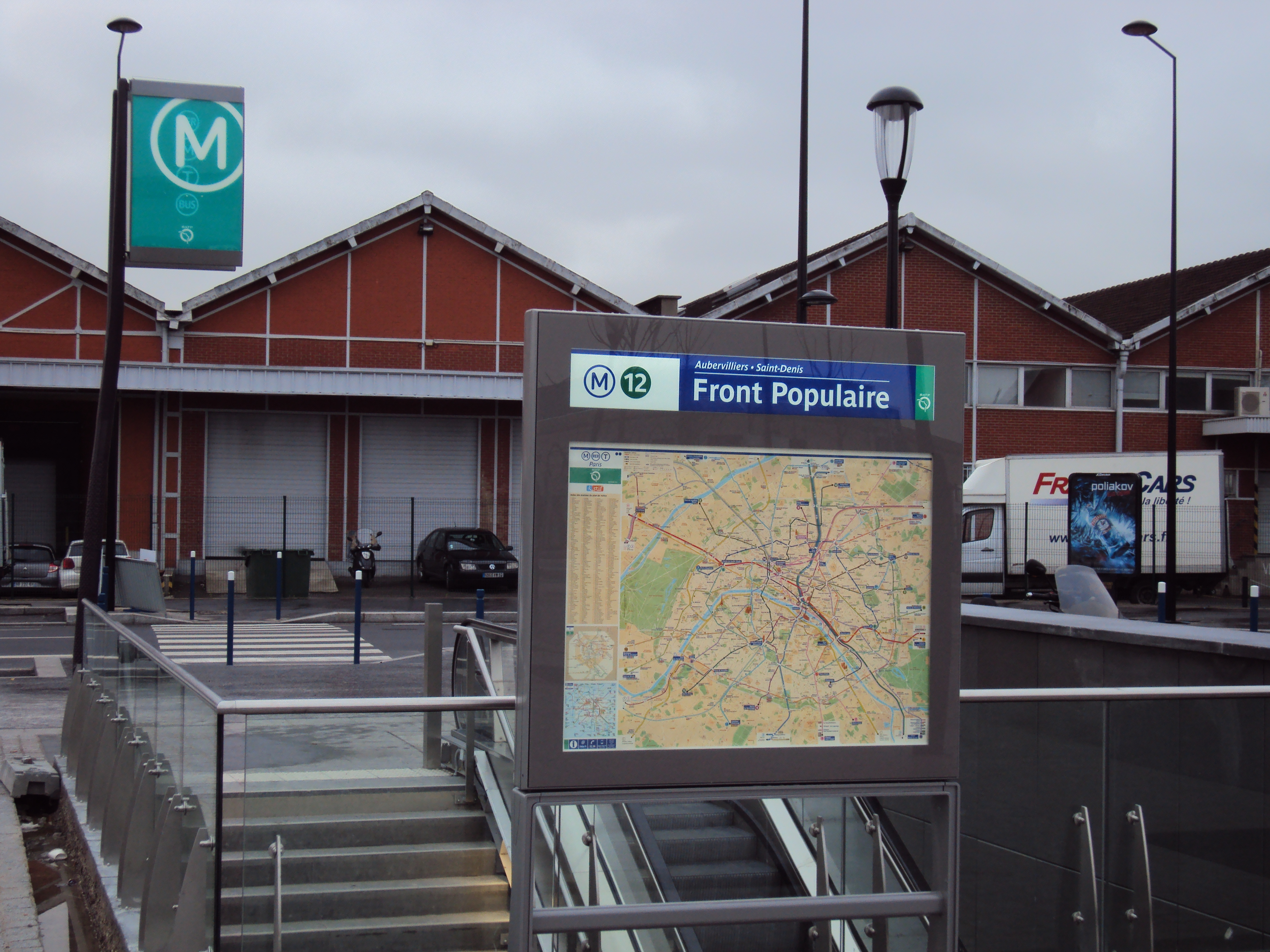
Uma entrada da estação em dezembro de 2012.